# Hongzemeer
Het Hongzemeer is een groot zoetwatermeer in de loop van de Huai He rivier. Het ligt in het oosten van China op de grens van de provincies Jiangsu en Anhui.
Gedurende de Tang en Song-dynastie was het meer veel kleiner. Het was niet verbonden met de Huai rivier, die ten zuiden van het meer stroomde. Deze rivier was moeilijk begaanbaar voor de scheepvaart en in die tijd zijn diverse kanalen gegraven om van het meer gebruik te maken als verbinding tussen het noord en zuid China. In 1194 verplaatste de Gele Rivier zijn monding zo’n 300 km naar het zuiden. Het kwam hiermee in de benedenloop van de Huai terecht. De bedding van de Huai verschoof en het water bereikte het Hongzemeer waardoor het in omvang groter werd. Het water vond een nieuwe zuidoostelijke uitweg om uiteindelijke in de Yangtze te stromen.
Het meer is ondiep door de aanvoer van sediment. Met een gemiddelde diepte van twee meter is het voor de grote binnenvaart te ondiep. Bij een normale waterstand van 12,5 meter boven zeeniveau is het meer 1600 km² groot. Bij veel neerslag vangt het meer het overschot aan water op en het waterniveau stijgt zo’n drie meter. Het wordt dan bijna tweemaal zo groot. Om overstromingen te voorkomen werd in de jaren dertig van de 20e eeuw een nieuw kanaal gegraven. Deze loopt van de oostkust van het meer direct naar zee. Het water wordt gebruikt voor de irrigatie van landbouwgebieden. Door de intensieve landbouw in de regio is het water verontreinigd. In strenge winters kan het meer deels dichtvriezen, met name in de noorden en de ondiepe delen.